# Phyllophaga sequoiana
Phyllophaga sequoiana är en skalbaggsart som beskrevs av Saylor 1936. Phyllophaga sequoiana ingår i släktet Phyllophaga och familjen Melolonthidae. Inga underarter finns listade i Catalogue of Life.